# 日照 (企業)
株式会社 日照（にっしょう、英称：NISSHO CO.,LTD.）は、大阪府摂津市に本社を置く照明器具及び照明装置の製造販売をおこなう企業である。

## 会社概要
主に劇場、ホテル、カラオケボックス、ディスコなどで使われる演出用の照明器具の製造をおこなう。こうした業務用照明器具・装置の開発メーカーの中では、古参に近い企業と言える。
中でも大型ミラーボールについては、国内唯一の製造会社としてその名を知られると共に、この他にもホール及びテレビスタジオ用の照明フライダクトなどの製造も手掛ける。

## 主な製品
- ミラーボール
- スピンナー
- スポットライト
- ボーダーライト
- ホリゾントライト

など